# Райский сад (Пермь)
Парк «Райский сад» в Перми находится в Мотовилихинском районе города.

## История
История «Райского сада» начинается в 1865 г., когда был закрыт медеплавильный завод, а на его месте был разбит парк. За территорией парка ухаживали рабочие, и в нём гуляли молодёжь, рабочие и прихожане находящейся неподалёку Свято-Троицкой церкви (ныне — Свято-Троицкий Стефанов монастырь). Парк называли «Райским садом», «Ангельским садом» и «Садом у старого завода».
После Октябрьской революции сад находился под покровительством Мотовилихинского завода, рабочие которого организовывали в нём субботники по уборке и облагораживанию. В саду часто проводились различные культурные мероприятия: поэтические и музыкальные вечера, а также турниры среди любителей шашек и шахмат. В 1928 г. сад почтил своим вниманием Владимир Маяковский, который выступал здесь целых три дня — с 31 января по 2 февраля.
В 1930-е гг. после визита советского партийного деятеля В. М. Молотова Мотовилихинский завод стал называться в его честь, а вместе с ним был переименован и парк, который стал именоваться «Садом завода имени Молотова».
22 июня, когда началась Великая Отечественная война, здесь собрался многочисленный митинг, на котором присутствовали полторы тысячи человек. Отсюда на фронт уходили мотовилихинские рабочие.
После разоблачения культа личности завод и сама Пермь вернули себе прежние названия. Парк же переименовали в честь Я. М. Свердлова. Сад пополнился традиционными советскими скульптурными композициями из гипса: девушкой с веслом, тремя грациями, метателем диска и борцом. Постепенно они разрушились, простояв более 10 лет. В саду проводился показ художественных и документальных фильмов, организовывались ярмарки. Зимой в парке строились ледяные горки, действовала хоккейная площадка. Сад с годами постепенно пришёл в запустение.
В 2008 г. муниципальными властями было принято решение возродить «Райский сад». Сад был закрыт на двухлетнюю реконструкцию, в ходе которой были приведены в порядок зелёные насаждения, почищен водоотводный канал от близлежащего Мотовилихинского пруда, остатки старой трамвайной площадки были убраны. Найденную в зарослях статую ангела почистили и поставили у входа в сад. Был облагорожен канал: его очистили от мусора, построили мосты, арки, столбы и резные ограждения. В центре сада была установлена ротонда с 8 колоннами, похожая на ту, что установлена в Парке Горького. Неподалёку была установлена каменная статуя собаке-спасателю. В саду поставили скамейки, урны и фонари. Все работы обошлись в 28 млн рублей.
Сад открылся 2010 г, а первые массовые мероприятия в нём были проведены в День города — 12 июня 2010 г.
В настоящее время сад является местом отдыха горожан, сюда часто приезжают свадебные кортежи. В ротонде проводятся концерты.

## Галерея
- На канале в парке фотографируются молодожёны
- В ротонде в парке играет оркестр